# Davidson (Carolina del Nord)
Davidson és una població dels Estats Units a l'estat de Carolina del Nord. Segons el cens del 2000 tenia 7.139 habitants.

## Demografia
Segons el cens del 2000, Davidson tenia 7.139 habitants, 2.122 habitatges i 1.476 famílies. La densitat de població era de 567,2 habitants per km².
Dels 2.122 habitatges en un 35,8% hi vivien nens de menys de 18 anys, en un 60,1% hi vivien parelles casades, en un 7,2% dones solteres, i en un 30,4% no eren unitats familiars. En el 24,8% dels habitatges hi vivien persones soles el 5,9% de les quals corresponia a persones de 65 anys o més que vivien soles. El nombre mitjà de persones vivint en cada habitatge era de 2,53 i el nombre mitjà de persones que vivien en cada família era de 3,07.
Per edats la població es repartia de la següent manera: un 21,1% tenia menys de 18 anys, un 24,2% entre 18 i 24, un 25,5% entre 25 i 44, un 18,5% de 45 a 60 i un 10,7% 65 anys o més.
L'edat mediana era de 31 anys. Per cada 100 dones de 18 o més anys hi havia 90,2 homes.
La renda mediana per habitatge era de 78.370 $ i la renda mediana per família de 100.961 $. Els homes tenien una renda mediana de 69.830 $ mentre que les dones 37.632 $. La renda per capita de la població era de 31.571 $. Entorn del 3,4% de les famílies i el 6% de la població estaven per davall del llindar de pobresa.

## Poblacions més properes
El següent diagrama mostra les poblacions més properes.